# Suuri-Luovukka
Suuri-Luovukka är en ö i Finland. Den ligger i sjön Saimen och i kommunen Villmanstrand i den ekonomiska regionen  Villmanstrands ekonomiska region  och landskapet Södra Karelen, i den södra delen av landet, 210 km nordost om huvudstaden Helsingfors. Öns area är 9,7 hektar och dess största längd är 0,6 kilometer i nord-sydlig riktning.